# Старк, Оливер
Оливер Леон Джонс (англ. Oliver Leon Jones; род. 27 июня 1991 года, Лондон, Великобритания), профессионально известный как Оливер Старк, — британский актёр. Наиболее известен по роли Эвана «Бака» Бакли в телесериале «9-1-1» на ABC и Райдера в телесериале «В пустыне смерти» на AMC.

## Ранняя жизнь
Оливер Леон Джонс родился 27 июня 1991 года в Лондоне, Великобритания. После вступления в актёрский профсоюз Великобритании он зарегистрировался под именем «Оливер Старк», так как имя «Оливер Джонс» было занято. В качестве сценической фамилии он решил использовать девичью фамилию своей покойной бабушки — «Старк».

## Карьера
Первая профессиональная актёрская работа Старка состоялась в 2011 году, когда он был приглашён на роль в короткометражном фильме Дэвида Александра «Follow», созданном для Совета по кинематографии Великобритании. Затем Старк появлялся в качестве приглашённого актёра в сериалах «Лютер» и «Катастрофа».
После этого он сыграл несколько ролей в кино («Другой мир: Войны крови») и на телевидении, прежде чем в 2015 году получил регулярную роль Райдера в сериале AMC, основанном на боевых искусствах, «В пустыне смерти». С 2018 года Старк исполняет роль пожарного Эвана «Бака» Бакли, одного из главных персонажей процедурной драмы «9-1-1», транслируемой на Fox и ABC.

## Личная жизнь
По состоянию на сентябрь 2022 года Старк проживает в Лос-Анджелесе, штат Калифорния. Он состоял в романтических отношениях с актрисой Ханной Готтесман, с которой ранее жил вместе до их знакомства. В интервью журналу Men's Health в 2024 году Старк откровенно рассказал о своём опыте переезда в Лос-Анджелес ради актёрской карьеры. Он пояснил, что его партнёрша на тот момент была «гораздо успешнее его» и что у неё, возможно, было больше перспектив.
Старк придерживается веганского питания.

## Фильмография

### Кино
| Год  | Название                       | Роль        | Примечания |
| ---- | ------------------------------ | ----------- | ---------- |
| 2012 | Сообщество                     | Лидер стаи  |            |
| 2013 | Мэрайа Мунди и шкатулка Мидаса | Глоки       |            |
| 2014 | Монтана                        | Кал         |            |
| 2015 | Сильный прилив                 | Альфи Фишер |            |
| 2016 | Другой мир: Войны крови        | Грегор      |            |
| 2017 | Играющие с разумом             | Дилан       |            |

### Телевидение
| Год       | Название               | Роль                | Примечания                    |
| --------- | ---------------------- | ------------------- | ----------------------------- |
| 2011      | Катастрофа             | Кайл «К» Денейн     | Эпизод: «Естественный отбор»  |
| 2013      | Лютер                  | Шон Батлер          | 1 эпизод                      |
| 2013      | Большой плохой мир     | Плохой подросток    | 1 эпизод                      |
| 2013      | Дракула                | Констебль Барраклоу | Эпизод: «Приходи умирать»     |
| 2015      | Венера против Марса    | Стивен Джонс        | 1 эпизод                      |
| 2015–2017 | В пустыне смерти       | Райдер              | Регулярная роль (16 эпизодов) |
| 2018–н.в  | 9-1-1                  | Эван «Бак» Бакли    | Главная роль (101 эпизод)     |
| 2021      | 9-1-1: Одинокая звезда | Эван «Бак» Бакли    | Приглашённый актёр (1 эпизод) |

## Награды и номинации
| Награда            | Год  | Категория                          | Работа | Результат | Ист.   |
| ------------------ | ---- | ---------------------------------- | ------ | --------- | ------ |
| Teen Choice Awards | 2018 | Выбор прорывной звезды телевидения | 9-1-1  | Номинация | [ 13 ] |
| Teen Choice Awards | 2019 | Выбор актёр драматического сериала | 9-1-1  | Номинация | [ 14 ] |